# Charlie McGettigan
Charlie McGettigan es un cantante irlandés de Donegal.
Cantó con Paul Harrington la canción ganadora del Festival de la Canción de Eurovisión 1994 "Rock 'n' Roll Kids" (escrita por Brendan Graham). En 2005 apareció como invitado al Congratulations, el concierto del 50 aniversario de Eurovisión.
| Predecesor: Niamh Kavanagh | Ganadores del Festival de la Canción de Eurovisión 1994 con Paul Harrington | Sucesor: Secret Garden |

- Datos: Q514544